# Allentown (Georgie)
Allentown je město v Bleckley County, Laurens County, Twiggs County a Wilkinson County v Georgii v USA. V roce 2011 žilo ve městě 169 obyvatel. Zajímavostí tohoto města je, že leží přesně uprostřed čtyř okresů.

## Demografie
Podle sčítání lidí v roce 2000, žilo ve městě 287 obyvatel, 121 domácností, a 72 rodin. V roce 2011 žilo ve městě 79 mužů (46,7 %), a 90 žen (53,3 %). Průměrný věk obyvatele je 51 let.